# 丹津喜饒
丹津喜饒仁波切 བསྟན་འཛིན་ཤེས་རབ་ Tenzin Sherab，藏傳佛教高僧轉世者，1972年6月17日出生於加拿大溫哥華，在加拿大接受基礎教育，被認證後在印度接受正規藏傳佛教傳承，精通英語、法語和藏語。現在生活在法國，在首都巴黎弘揚佛教基礎理論與禪定修持，亦提供心理咨詢服務。

## 傳記
其俗名為埃利札·阿利（Elijah Ary），父亲是犹太人，母亲是新教徒，在他們信仰佛教一年後誕生於該家庭。被肯蘇·貝瑪· 堅贊仁波切及土丹益喜喇嘛認證為色拉寺恰澤格西（ Geshe Jatse）的轉世靈童。八歲時得到第14世达赖喇嘛的認可，並被賜予丹津喜饒之法號。後在印度色拉寺接受朱古傳承達六年之久。2007年以題為《邏輯、生命與傳承：傑尊· 確吉· 堅贊之虹化與克主· 格勒· 巴桑（克主傑）的秘密傳記》論文獲得美國哈佛大學博士學位。同年，他參加了第一屆國際青年西藏學者研討會。
現已結婚生子，生活在法國巴黎，他在几所機構中教授佛教理論和藏传佛教史，並帶領信眾和愛好者打坐禪修，亦提供心理咨詢服務。

## 出版物
- （英文）《宗喀巴弟子的提升：克主傑與傑父、子、孫》，2009，藏學研究中的當代視野：第一屆國際青年藏學家研討會專輯，布蘭登·多森，芝加哥：塞林迪亞出版社，ISBN 9781932476453 、1932476458；

- （英文）《小佛陀中朱古的西化：佛教經文和佛教傳統中的兒童與童年》，瓦內薩·R·薩森，2013 (ISBN 0199945616)；

- （英文）《在藍色約翰佛中彌合東西方：年輕佛教徒Sumi Loundon Kim的聲音》 ，2013 (ISBN 0861718003)；

- 《朱古，一位轉世於西方的喇嘛之自傳》与埃里克·文森（ Éric Vinson）合著，第十四届达赖喇嘛為該書作序，由菲利普·雷出版社出版，統一書號為 ISBN 2848767065、9782848767062